# Oecologicum
Oecologicum (en estonien : Oecologicum) est un bâtiment de l’université de Tartu en Estonie.

## Histoire
L’idée d'un nouveau bâtiment pour la l'Institut d'écologie et des sciences de la Terre a été soulevé vers 2005.
La répartition des spécialistes liés à l’écologie (botanistes, zoologistes, mycologues) dans de nombreux bâtiments différents à travers la ville, entravait les activités et les études ou recherches conjointes.
La décision de reconstruire le bâtiment existant de la Faculté de Mathématiques et d'Informatique à l'adresse Juhan Liivi tänav 2 pour la accueillir la f0Faculté d'écologie a été prise au rectorat en 2015.
L'appel d'offres de conception a été lancé en 2018.
Le bâtiment a été conçu par AS Infragate Eesti, les architectes sont Kaido Kepp et Tõnis Taru du cabinet d'architectes Arhitektuuriklubi OÜ.
L'architecte d'intérieur Kristiina Voolaid d’Impro OÜ.
Le bâtiment a été construit par AS Tartu Ehitus, la construction a commencé en 2020 et s'est achevée en 2021.
L'emménagement a eu lieu fin 2021 et inauguré le 3 février 2022.
Le bâtiment abrite le personnel du Département de botanique et du Département de zoologie de l'Institut d'écologie et des sciences de la Terre et les étudiants de sciences de la vie.
Le bâtiment Oecologicum, construit sur la colline de Toomemägi, regroupe les enseignants, les chercheurs et les étudiants en botanique et zoologie de l'Université de Tartu.
Oecologicum dispose de laboratoires de pointe pour l'étude des plantes, des animaux, des champignons et d'autres organismes.
Le hall abrite le plus grand mur végétal des pays baltes, haut de 24 mètres, avec environ 2 600 plantes.

### Liens  externes
- Site officiel
- Carte
- Avatakse Tartu Ülikooli õppehoone Oecologicum